# Пітер Мафані Мусонге
Пітер Мафані Мусонге (фр. Peter Mafany Musonge; нар. 3 грудня 1942) — камерунський політик, прем'єр-міністр Республіки Камерун від вересня 1996 до грудня 2004 року.

## Життєпис
Народився в Південно-Західному регіоні. Має освіту бакалавра будівельної інженерії (Дрексельський університет) і магістра конструкторської інженерії (Стенфордський університет), працював у різних будівельних проектах. Впродовж тривалого часу був помічником президента Поля Бія.
19 вересня 1996 року був призначений на пост прем'єр-міністра країни. Склав повноваження 2004 року в результаті перестановок у Кабінеті міністрів, пов'язаних з успішним переобранням Бія. Під час тієї президентської кампанії Мусонге очолював виборчий штаб чинного президента.
Від травня 2013 Мусонге член Сенату Камеруну за президентською квотою.